# Julio Carrasco Bretón
Julio Carrasco Bretón (Mexikóváros, 1950. –) mexikói festőművész, a muralizmus jelentős képviselője.

## Élete
1950-ben született Mexikóvárosban, diplomáját az Mexikói Nemzeti Autonóm Egyetemen (UNAM) szerezte vegyészmérnöki szakon, de filozófiával is foglalkozott. Festészetet Lino Picaseñótól, az Escuela Nacional de Artes Plásticas de San Carlos iskola mesterétől tanult.
Később megalapította a Sociedad de Artistas Lúdicos, vagyis a Játékos Művészek Társasága nevű csoportot, és alapító tagként vett részt a SOMAAP-ban (Sociedad Mexicana de Derechos de Autor), vagyis a képzőművészek jogait védő szervezetben. Ennek 2001 és 2006 között elnöke is volt, 2005 és 2009 között pedig a CIAGP (Consejo Internacional de los Autores Gráficos y Plásticos y Fotógrafos de la Confederación Internacional de las Sociedades de Autores y Compositores) elnöki tisztségét is betöltötte.

## Művei
Carrasco Bretón falképeinek készítéséhez saját technikát dolgozott ki, melynek során porrá zúzott márvány és szilikon keverékét használja. Ennek segítségével 1973 óta 50-nél is több falfestményt készített, melyek többek között Mexikó, Kanada, Spanyolország, Kuba, Bulgária, Olaszország, Argentína, Ecuador és Svájc épületeinek falait díszítik, de már Magyarországon is megtaláljuk egyik alkotását: 2013. szeptember 25-én avatták fel Mexikói textilművesek képzeletvilága című falképét a budapesti M2-es metróvonal Keleti pályaudvari állomásán.
Emellett 900-nál is több vászonfestményt készített, melyekkel 19 országban mintegy 60 egyéni és 150 társas kiállításon vett részt. Első budapesti kiállítására 2013 februárjában került sor a Budapesti Történeti Múzeum Budapest Galériájában.
A művész felváltva dolgozik Mexikóban és Franciaországban, falképeit a mexikóvárosi Mario Reyes- és a párizsi Atelier Bramsen-stúdiókban készíti.

## Stílusa, témái
Művein főként színes, absztrakt, geometrikus ábrázolásban jelennek meg mitológiai, filozófiai, tudományos és technikával kapcsolatos témák, de némely művén a környezetvédelem vagy éppen az erotika is megjelenik. Gyakran merít témát hazája, Mexikó kultúrájából. Képein megfigyelhető mind a prehispán kultúra, mind néhány neves mexikói falképfestő (pl. Diego Rivera, David Alfaro Siqueiros, José Clemente Orozco vagy Rufino Tamayo) hatása.